# Pere Miquel Marquès i Garcia
Pere Miquel Joan Bonaventura Bernardí Marquès i Garcia (Palma, 20 de maig de 1843 - Palma, 26 de febrer de 1918), va ser un compositor i violinista mallorquí. Autor de cinc simfonies a l’Espanya del segle xix, va gaudir d’un gran èxit i reconeixement del públic i la crítica en el seu temps, sobrenomenat “el Beethoven espanyol”. Va destacar en la composició d'obres líriques, fonamentalment de sarsuela. És recordat com un dels pocs compositors espanyols del segle xix amb una producció simfònica considerable.

## Biografia
Fill d'un fabricant de xocolata, als quatre anys ja va començar a aflorar el seu talent musical, i als onze ja tocava el violí en l'orquestra d'una companyia d'òpera de Palma que actuava al Círculo Palmesano, per a la qual va compondre una Fantasia per a violí que interpretà ell mateix.
Inicià estudis musicals a Palma amb Honorat Noguera i Francesc Montis i amb el director d'òpera italià Foce. Entre 1859 i 1863, amb el suport econòmic de la seua família, va traslladar-se a fer estudis musicals a París, havent estudiat violí a partir del 1861 en el Conservatori de París amb Lambert Massard i harmonia amb François Bazin. El 1863 va ser admès a l'orquestra del Théâtre Lyrique i va començar a estudiar instrumentació i composició amb Hector Berlioz.
Va tornar a Mallorca per a fer el servei militar. L'any 1866 es va instal·lar a Madrid i el 1868 va continuar la seua formació musical al Conservatori, estudiant violí amb Jesús de Monasterio i composició amb Emilio Arrieta, mentre formava part de l'orquestra del Teatro de la Zarzuela. A l'any següent d'haver-se matriculat va tenir la fortuna d'estrenar la seua primera simfonia i, potser encoratjat per l'èxit, va abandonar els estudis oficials. Arrieta i els seus deixebles sempre van atacar durament Marquès, a qui anomenaven « la urraca ladrona », basant-se en els seus presumptes plagis.
Marquès va ser un cas especial en la música espanyola decimonònica, ja que fou un dels pocs simfonistes convençuts i prolífics, havent assolit molta fama amb el cicle de cinc simfonies que va compondre. La primera d'elles, en Si bemoll, va ser estrenada a Madrid el diumenge 2 de maig de 1869, amb un èxit tan gran que va haver de repetir-se el diumenge següent. Tot i l'èxit de les seues simfonies, que fins i tot li van valdre l'exagerat sobrenom de « Beethoven espanyol » i que van formar part del repertori simfònic madrileny de l'època, en realitat es tracta d'obres que en paraules de Gomez Amat « només poden comparar-se amb un simfonisme francès de segona fila », i que per tant han estat completament oblidades. La tercera simfonia, l'única publicada en vida del compositor, va ser interpretada a Múnic i també és la que ha gaudit d'un nombre major d'interpretacions contemporànies.
Malgrat la seua producció simfònica, en realitat Marquès va guanyar-se la vida amb la sarsuela, produint títols de gran anomenada i que van ser molt representats a la seua època, destacant entre tota la seua producció lírica El anillo de hierro, de la qual existeix un enregistrament. Aquesta sarsuela es un drama líric en tres actes amb llibret de Marcos Zapata que va ser estrenada l’any 1878 per Manuel Fernández Caballero i interpretada més de 70 vegades durant la mateixa temporada al Teatro de la Zarzuela de Madrid. La bona fortuna de Marquès es va arrodonir amb una herència que va rebre d'un oncle mort a Amèrica, que ja havia estat el seu protector en la joventut.
A partir de 1878 va ser inspector de les escoles especials de música i professor de cant de l'Hospici. Va publicar un Petit mètode de violí per a l'ensenyament d'aquest instrument i altra obra didàctica: La lira de la Infancia. En jubilar-se va retornar a la seua ciutat natal, on va morir el 15 de febrer de 1918.
A partir de la dècada del 1990 l'Instituto Complutense de Ciencias Musicales de Madrid va iniciar la publicació completa del seu cicle de simfonies, que es va concloure l'any 2003 amb la publicació de la Simfonia núm. 5 en do menor.

## Obres
(LLista no exhaustiva)

### Obres simfòniques
Va ser autor de 5 simfonies:
- 1869 Simfonia núm. 1 en Si bemoll[3]
- 1870 Simfonia núm. 2 en Mi bemoll major
- 1876 Simfonia núm. 3 en si menor
- 1878 Simfonia núm. 4 en mi major
- 1880 Simfonia núm. 5 en do menor
- 1904 La cova del Drac (poema simfònic)
- Obertura La Selva Negra

### Sarsuela
El seu catalàleg inclou unes quaranta-dues sarsueles de gènere gran i del gènere chico.
- 1872 Justos por pecadores (sarsuela, 1872)
- 1875 La monja alférez
- 1878 El anillo de hierro (sarsuela en 3 actes, llibret de Marcos Zapata)[3]
- 1879 Camoens (sarsuela en 3 actes)[3]
- 1880 Florinda (sarsuela en 3 actes)
- 1883 La cruz de fuego (sarsuela en 3 actes)
- 1884 El reloj de Lucerna[3] (sarsuela en 3 actes, llibret de Marcos Zapata, basada en els esdeveniments ocorreguts a Suïssa després de la mort de Guillem Tell)
- 1889 El plato del día (extravagància lírica en 1 acte, llibret d'Andrés Ruesga, Manuel Lastra i Enrique Prieto)
- 1891 El monaguillo (sarsuela còmica en 1 acte, llibret d'Emilio Sánchez Pastor)[3]

### Altres
- Primera lágrima
- 1916 Himno a Ramon Llull